# پلیس اسکاتلند
پلیس اسکاتلند (گیلی اسکاتلندی: Poileas Alba) یا خدمات پلیس اسکاتلند، نیروی پلیس ملی اسکاتلند است که در آوریل ۲۰۱۳ از تجمیع ۸ پلیس منطقه‌ای در اسکاتلند تشکیل شد.